# На свете
«На свете» — песня украинской певицы Светланы Лободы, выпущенная 28 июля 2011 года в качестве сингла на лейблах «Лобода Мьюзик» и «Честная Музыка». В качестве авторов выступили Светлана Лобода, Евгений Матюшенко и Kaffein. Песня пользовалась большим успехом на Украине, возглавив хит-парады FDR и TopHit.

## Музыкальное видео
Официальный видеоклип на песню, премьера которого состоялась 20 октября 2011 года, был снят Аланом Бадоевым. По сюжету, Лобода стала предводительницей новой расы людей, «способных привнести в холодный мегаполис источник жизни и света». Хореографом-постановщиком клипа стал Андрей Царь, тогдашний сожитель певицы. Съёмки проходили, помимо прочего, в самом центре Киева, возле одной из центральных городских станций метро.

## Чарты

### Еженедельные чарты
| Чарт (2011)                         | Высшая позиция |
| ----------------------------------- | -------------- |
| Киев (TopHit — Радиохиты недели)    | 1              |
| СНГ (TopHit — Радиохиты недели)     | 65             |
| Украина (FDR Топ-40)                | 1              |
| Украина (FDR UA Топ-20)             | 1              |
| Украина (TopHit — Радиохиты недели) | 1              |

| Чарт (2011)                         | Высшая позиция |
| ----------------------------------- | -------------- |
| Киев (TopHit — Радиохиты недели)    | 58             |
| Украина (TopHit — Радиохиты недели) | 56             |

### Ежемесячные чарты
| Чарт (2011)                         | Высшая позиция |
| ----------------------------------- | -------------- |
| Киев (TopHit — Радиохиты месяца)    | 1              |
| СНГ (TopHit — Радиохиты месяца)     | 77             |
| Украина (TopHit — Радиохиты месяца) | 1              |

### Годовые чарты
| Чарт (2011)                           | Позиция |
| ------------------------------------- | ------- |
| Киев (TopHit — Хиты года на радио)    | 15      |
| Украина (TopHit — Хиты года на радио) | 16      |

## История релиза
| Регион | Дата            | Формат                      | Версия       | Лейбл          | Ист.   |
| ------ | --------------- | --------------------------- | ------------ | -------------- | ------ |
| СНГ    | 28 июля 2011    | Радиоротация                | Оригинальная | Лобода Мьюзик  | [ 4 ]  |
| СНГ    | 17 октября 2011 | Радиоротация                | Remix        | Лобода Мьюзик  | [ 15 ] |
| Мир    | 2011            | Цифровая загрузка, стриминг | Оригинальная | Честная Музыка | [ 16 ] |